# ¿Cómo te llamas?
¿Cómo te llamas? es una película dramática colombiana de 2018 dirigida por la cineasta española Ruth Caudeli y protagonizada por Silvia Varón, Alejandra Lara, Roberto Cano, Luna Baxter, Kristina Lilley y Ana María Cuéllar.

## Sinopsis
Candela (Alejandra Lara) y Eva (Silvia Varón) se conocen y entablan una pasional y ardiente relación, basada en las metas profesionales comunes de ambas mujeres. Sin embargo, la constante lucha por esas metas empieza a debilitar paulatinamente la relación, hasta el punto de convertirlas en dos extrañas.

## Reparto
- Alejandra Lara es Candela.
- Silvia Varón es Eva.
- Roberto Cano es Miguel.
- Luna Baxter es Martha.
- Kristina Lilley es Celia.
- Ana María Cuéllar es Verónica.
- Cristina Warner es Laura.
- Carlos Carvajal es Lucas.
- Andrés Estrada es Javier.
- Lorena Castellanos es la periodista.